# Šmartinska cesta
Šmartinska cesta je ena daljših cest v Ljubljani. Začenja se kot enosmerna povezovalna cesta med Njegoševo in Masarykovo cesto. Nato se kot dvopasovnica nadaljuje skozi Viadukt pod železniškimi tiri, v tropasovnico pa se spremeni na začetku Savskega naselja pri tovarni Kolinska. V štiripasovnico se razširi v križišču s Kajuhovo in Jarško cesto, nad severno obvoznico pa se združi nazaj v dvopasovnico. Kot taka poteka do Šentjakobskega mostu preko reke Save. Ime je dobila po naselju Šmartno ob Savi.
Prečka mestne predele oz. četrti: Zelena jama, Nove Jarše, BTC, Šmartno, Hrastje in Sneberje.

## Zgodovina
V popisu cest in ulic iz leta 1877 je cesta zavedena kot Sv. Martina cesta oz. St. Martinstrasse.
Leta 1928 so ukinili dotedanjo Kette-Murnovo cesto in jo vključili v Šmartinsko cesto.
Leta 1939, ko je bila ljubljanski občini priključena občina Moste, so podaljšek Šmartinske ceste, ki teče skozi Moste, priključili in poimenovali kot Šmartinska cesta.

## Navezovalne ceste in ulice
Pomembnejše ceste in ulice, ki se navezujejo nanjo, so:
- Vilharjeva cesta,
- Topniška ulica,
- Savska cesta,
- Pokopališka ulica,
- Kajuhova ulica,
- Clevelandska ulica,
- priključna cesta na severno obvoznico,
- Sneberska ulica ...

## Infrastruktura
Cesto prečka en železniški nadvoz (proga Ljubljana - Maribor), sama pa v nadvozu prečka ljubljansko obvoznico.

## Pomembnejši objekti, zgradbe in ustanove
Ob cesti se nahajajo naslednji objekti:
- tovarna Kolinska,
- tovarna Velana,
- Mercator,
- Slovenski inštitut za standardizacijo,
- BTC,
- Interspar,
- Žito ...

## Javni potniški promet
Po Šmartinski cesti potekajo trase več mestnih avtobusnih linij (2, 7, 7L, 12, 12D, 22, 27, 27B in 27K). Na celotni cesti je 9 avtobusnih postajališč. 

### Postajališča MPP
| postajališče       | št. linije                      |
| ------------------ | ------------------------------- |
| 202012 Viadukt     | 2, 12, 12D, 27, 27B, 27K        |
| 202044 Središka    | 12, 12D, 27, 27B, 27K           |
| 202082 Flajšmanova | 12, 12D, 27, 27B, 27K           |
| 203042 Šola Jarše  | 2, 7, 7L, 12, 12D, 27, 27B, 27K |
| 203092 Jarše       | 2, 7, 7L, 12, 12D, 27, 27B, 27K |
| 203102 Kodrova     | 2, 7, 7L, 12, 12D               |
| 203152 Žito        | 2, 7, 7L, 12, 12D               |
| 204062 Hrastje     | 12, 12D                         |
| 204072 Sneberje    | 12, 12D                         |

| postajališče                   | št. linije                          |
| ------------------------------ | ----------------------------------- |
| 204071 Sneberje                | 12, 12D                             |
| 204061 Hrastje                 | 12, 12D                             |
| 203161 Nove Jarše - Šmartinska | 2, 7, 7L, 12, 12D                   |
| 203151 Žito                    | 2, 7, 7L, 12, 12D                   |
| 203101 Kodrova                 | 2, 7, 7L, 12, 12D, 27, 27B, 27K     |
| 203091 Jarše                   | 2, 7, 7L, 12, 12D, 27, 27B, 27K     |
| 203041 Šola Jarše              | 2, 7, 7L, 12, 12D, 22, 27, 27B, 27K |
| 202043 Središka                | 12, 12D, 27, 27B, 27K               |
| 202011 Viadukt                 | 2, 12, 12D, 27, 27B, 27K            |